# رازمند فلچر
رازمند فلچر (انگلیسی: Rosamund Fletcher; ۵ اوت ۱۹۰۸ – ۱۸ فوریهٔ ۱۹۹۳) مجسمه‌ساز زن اهل انگلستان بود.
از افتخارات وی میتوان به کسب مدال برنز مجسمه‌سازی نقش برجسته در بخش مسابقات هنری بازی‌های المپیک تابستانی ۱۹۴۸ اشاره کرد.